# Промна (гміна)
Гміна Промна (пол. Gmina Promna) — сільська гміна у центральній Польщі. Належить до Білобжезького повіту Мазовецького воєводства.
Станом на 31 грудня 2011 у гміні проживало 5663 особи.

## Площа
Згідно з даними за 2007 рік площа гміни становила 120.74 км², у тому числі:
- орні землі: 88.00%
- ліси: 6.00%

Таким чином, площа гміни становить 18.89% площі повіту.

## Населення
Станом на 31 грудня 2011:
| Опис     | Загалом | Загалом | Чоловіки | Чоловіки | Жінки | Жінки |
| -------- | ------- | ------- | -------- | -------- | ----- | ----- |
| одиниця  | осіб    | %       | осіб     | %        | осіб  | %     |
| все      | 5663    | 100     | 2898     | 51.17    | 2765  | 48.83 |
| міське   | 0       | 100     | 0        |          | 0     |       |
| сільське | 5663    | 100     | 2898     | 51.17    | 2765  | 48.83 |

## Сусідні гміни
Гміна Промна межує з такими гмінами: Білобжеґі, Варка, Висьмежиці, Ґощин, Моґельниця, Ясенець.